# 고성 옥천사 연대암 아미타불회도
고성 옥천사 연대암 아미타불회도(固城 玉泉寺 蓮臺庵 阿彌陀後佛會圖)는 대한민국 경상남도 고성군, 옥천사에 있는 조선시대의 불화이다. 2014년 1월 23일 경상남도 문화재자료 제578호로 지정되었다.

## 지정 사유
수화승 천여를 비롯한 채종, 선종, 지만 등의 금어들에 의해
1849년에 조성된 것으로 특히 천여는 19세기 전라도를 중심
으로 활동했던 당대의 대표적인 화승이다.
화면 중앙에 아미타불을 크게 묘사한 후 그 좌우에 권속들이
보존을 에워싸듯 원형을 이룬 구도를 갖추고 있다. 본존은
팔각대좌 위 연화좌에 앉아 아미타구품인을 결하고 있다.
본존의 좌협시 보살은 보관에 화불이 묘사된 관음보살로
두발이 각각 연화좌를 밟고 선 답할좌 모습에 양 손을 가슴
부위까지 들어 올려 정병을 쥐고 있다. 우협시 보살은 관음
보살과 거의 대칭되는 모습이지만 보관에 정병이 묘사된
대세지보살이 경책을 지물로 지니고 있다.

## 참고 자료
- 고성 옥천사 연대암 아미타불회도 - 국가유산청 국가유산포털